# جرج بول (ورزشکار)
جرج بول (به انگلیسی: George Bovell) (زادهٔ ۱۸ ژوئیهٔ ۱۹۸۳) شناگر اهل ترینیداد و توباگو است.